# I Would Set Myself on Fire for You
I Would Set Myself on Fire for You – pięcioosobowy zespół screamo z Atlanty, USA. W dorobku grupy znajdują się dwie płyty, wydane przez Stickfigure Records. Zespół wyróżnia się oryginalnym brzmieniem, jego członkowie używają nietypowych dla gatunku instrumentów, takich jak altówka czy syntezator (na drugiej płycie pojawia się też saksofon). Grupa rozpadła się w lipcu 2007.

## Skład grupy
- Lindsey Leigh Harbour - altówka, wokal
- Paul Myron Hobson - perkusja, syntezator
- Justin Karl Lane - bass, wokal
- Stephen Matthew Newhouse - gitara, wokal
- Tyler Dale Walters - syntezator, wokal

Obecnie członkowie grupy grają w następujących zespołach:
- Paul - The Lasch
- Lindsey - Fur Elise
- Justin - .twentytwelve.
- Tyler - Fur Elise, .twentytwelve., The Felon Wind oraz Strangerr Tylererr

## Dyskografia
- Song One Demo (2001)
- Florida Demo (Orlando Fest Demo) (2002)
- Split 7" z Two Hand Touch (2003)
- I Would Set Myself on Fire for You CD (Stickfigure Records, sierpień 2003)
- Believes In Patterns CD (Stickfigure Records, czerwiec 2006)
- I Would Set Myself on Fire for You 7" (Delian League Records, 2007)